# 西湖二集
《西湖二集》是晚明白話短篇小說集，為周楫所著。由於書中故事均與杭州西湖有關，故以此為名。此書應為《西湖一集》的續書，但該書已經亡佚。

全書共三十四卷，每卷寫一個故事。

## 特點
1. 該書每篇故事前面的引子較其他同類作品為長。[1]
2. 該書在故事之外還附有一些資料，如在第三十四卷〈胡少保平倭戰功〉便附有〈要緊海防〉 、〈救荒良法〉。[1]